# BitLord
BitLord là trình khách BitTorrent viết bằng ngôn ngữ lập trình C++ chạy trên hệ điều hành Windows. Mặc dù BitLord là phần mềm có quảng cáo nhưng nó được đánh giá là không chứa phần mềm gián điệp. Gần đây mới xuất hiện phiên bản BitLord Pro thương mại, trong phiên bản này có dịch vụ Usenet của UseNeXT, một nhà cung cấp dịch vụ Usenet của Đức.

## Tính năng
- Tự động tối ưu hóa cho từng kết nối.
- Tự động tối ưu hóa tải lên để đạt được tốc độ tải về tối đa.
- Loại trừ thời gian chờ cấp phát không gian đĩa, giảm thiểu khả năng phân mảnh của ổ đĩa.
- Loại trừ thời gian sử dụng hàm băm để kiểm tra các mảnh tệp khi gieo tệp lên mạng và phục hồi lỗi.
- Cho phép một số phần mềm tường lửa hoặc người dùng sử dụng NAT kết nối với nhau.
- Tuân theo giới hạn của Windows XP Service Pack 2 trên chồng TCP.
- Đóng băng địa chỉ IP tạm thời hoặc vĩnh viễn. Tương thích hoàn toàn với tệp ipfilter.dat của eMule.
- Tất cả các gói tin tải về đều đi qua một cổng.
- Không cần thiết lập thủ công ICS hoặc ICF (chỉ trên Windows XP).
- Tự động cấu hình UPnP (Universal Plug and Play) giúp tương thích với bộ định tuyến cho hiệu suất tối ưu (chỉ trên Windows XP).
- Có khả năng tìm kiếm máy đồng đẳng cho tải tệp về từ nhiều nguồn khác nhau.
- Hỗ trợ bộ ký tự UTF-8.
- Hỗ trợ tính năng DHT.
- Tự động kiểm tra phiên bản mới của chương trình.
- Hỗ trợ trên 19 ngôn ngữ.
- Bằng cách sử dụng bộ nhớ mở rộng nó giảm thiểu khả năng hư hỏng ổ đĩa cứng khi tốc độ tải về trên 500KB/giây.

## Sự phê bình
BitLord được viết dựa trên nhân rất lỗi thời của BitComet v0.56, vì vậy nó chứa rất nhiều lỗi, ngay cả những lỗi đã được sửa trong phiên bản mới nhất của BitComet cũng vẫn còn tồn tại trong BitLord. Thêm nữa việc đặt quảng cáo trên giao diện của chương trình BitLord, thay vì sử dụng chức năng danh sách các trang web cung cấp tệp torrent như trong BitComet thì BitLord sử dụng một ô văn bản để cung cấp từ cần tìm kiếm và kết quả tìm kiếm của nó chỉ lấy từ các trang web là chi nhánh của BitLord.